# Rodia (danaide)
En la mitología griega, Rodia (Ῥοδία / Rhodía) es hija de Dánao y de Atlantea o de Febe, ninfas hamadríades. Rodia es una de las cincuenta danaides que fueron casadas con los hijos de Egipto y que mataron a sus maridos en la noche de bodas. En concreto, Rodia desposó a Calcodonte. 
Rodia vivió con sus hermanas en Argos, y, frente al uso habitual en la Grecia de la época, tenían un rol activo y prominente en la vida pública, llegando a participar de decisiones importantes como la expedición contra Tirinto o la conquista de Epidauro. En concreto, textos hallados entre los papiros de Oxirrinco recogen el papel decisivo de Rodia en el florecimiento de la actividad comercial de Argos. En esta línea, algunos historiadores consideran que la isla de Rodas, importante punto comercial, toma el nombre de este personaje mítico.